# Iuliu Maniu
Iuliu Maniu (pronunciació romanesa: [ˈjulju maˈni.u]; 8 gener 1873 – 5 febrer 1953) fou un advocat nascut austrohongarès i posteriorment polític romanès. Va ser dirigent del Partit Nacional romanès de Transsilvània i Banat abans i després de la Primera Guerra Mundial, i va tenir un paper importància en la unió de Transsilvània a Romania.
Maniu va ocupar el càrrec de Primer Ministre de Romania durant tres mandats entre el 1928 – 1933 i, amb Ion Mihalache, va cofundar el Partit Camperol Nacional. Arrestat per les ascendents autoritats comunistes el 1947 arran de l'Assumpte Tămădău, va ser condemnat per traïció en un judici i enviat a la Presó de Sighet, on va morir sis anys després.

## Primers anys
Maniu va néixer en una família ètnica romanesa a Szilágybadacsony, Imperi Austrohongarès (actual Bădăcin, Província de Sălaj, Romania); els seus pares eren Ioan Maniu i Clara Maniu. Va acabar el Col·legi Nacional Silvania el 1890 i va estudiar Dret a la Universitat Franz Joseph de Kolozsvár (Cluj), després a la Universitat de Budapest i la Universitat de Viena, sent doctorat el 1896.
Maniu es va unir al Partit Nacional Romanès de Transsilvània i Banat (PNR), es va convertir en membre del seu òrgan de direcció col·lectiva el 1897 i el va representar al Parlament de Budapest en diverses ocasions. Es va establir a Blaj i va exercir com a advocat de l'Església Romanesa Unida a Roma (a la qual pertanyia). Maniu es va veure influït per l'activitat de Simion Bărnuțiu, oncle matern del seu pare, Ioan Maniu.
Després d'assessorar a l'arxiduc Franz Ferdinand, assessorant els projectes d'aquest darrer per redefinir l'Imperi Habsburg seguint la línia dels Estats Units de la Gran Àustria, Maniu va avançar cap a l'opció d'una unió amb l' Antic Regne romanès quan l'arxiduc va ser Assassinat de Sarajevo el 1914.

## Lideratge de PNR

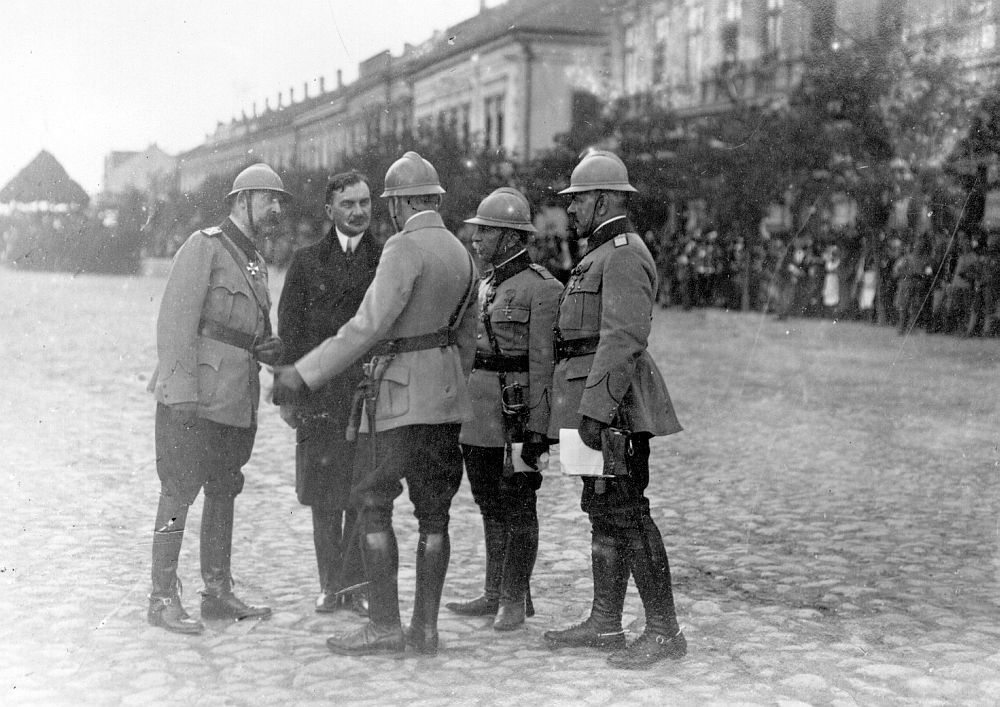
El rei Ferran amb Maniu i els generals Constantin Prezan, Gheorghe Mărdărescu i Ștefan Panaitescu a Békéscsaba, 24 de maig de 1919

Juntament amb figures com Vasile Goldiș, Gheorghe Pop de Băsești, el clergue de l'Església Ortodoxa Romanesa Miron Cristea i Alexandru Vaida-Voevod, Maniu va participar en una intensa campanya unionista que va conduir a la concentració d'Alba Iulia l'1 de desembre de 1918, durant la qual els romanesos van exigir la separació d'Àustria-Hongria. El 2 de desembre, Maniu es va convertir en cap de Consell Directori de Transilvania - una posició equivalent a governador interí.

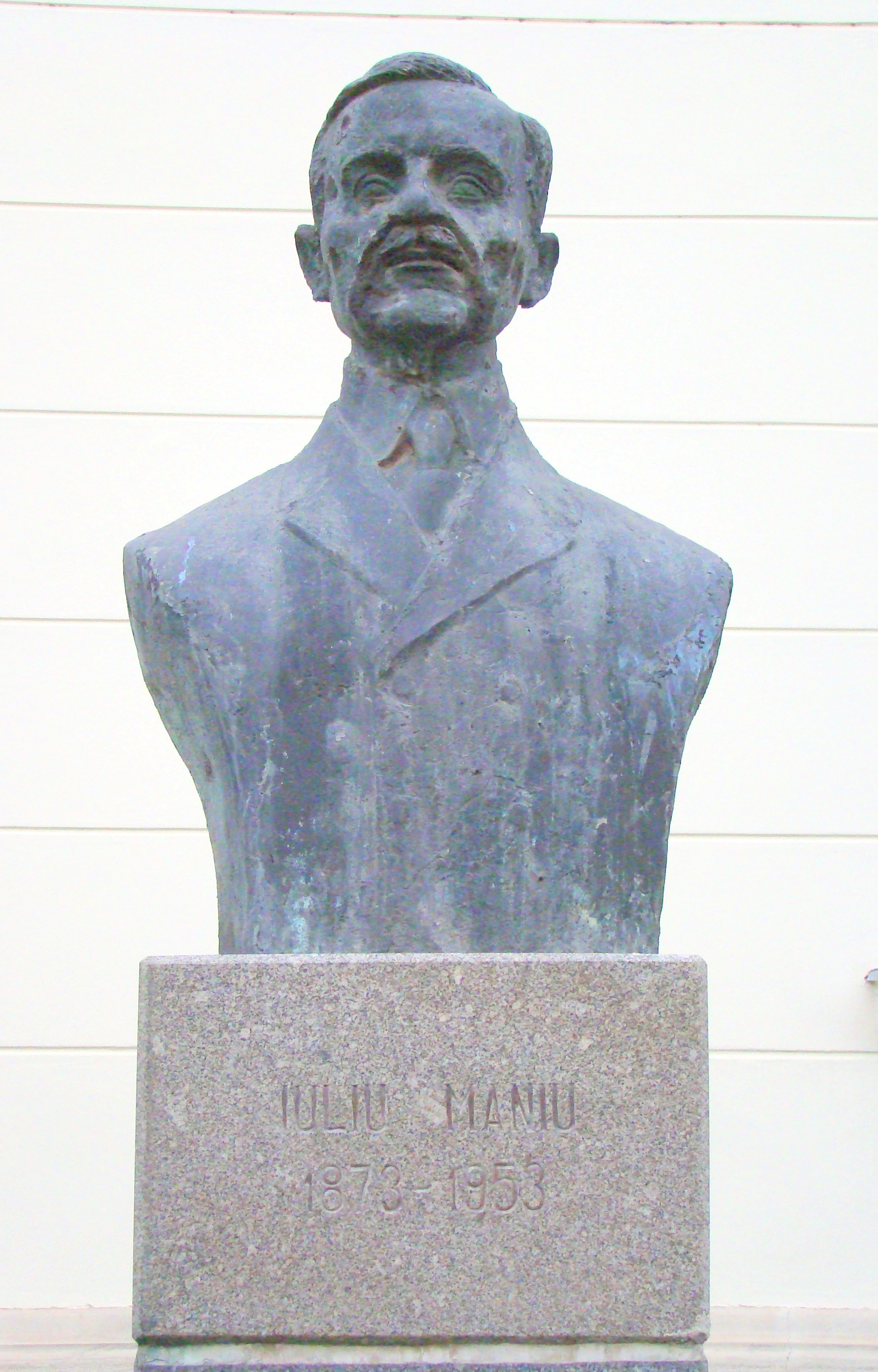
Bust d'Iuliu Maniu a Alba Iulia

El maig de 1919, durant la Guerra hongaresa-romanesa, va acompanyar el rei Ferran I i la reina Maria en una visita a Alba Iulia, Oradea i Carei, i en una reunió amb les tropes de primera línia a Békéscsaba.
Després de la creació de la Gran Romania, el PNR va formar el govern a Bucarest, un gabinet dirigit per Al. Vaida-Voevod i aliat amb el Partit Camperol de Ion Mihalache. Va entrar en competència amb un dels partits tradicionals del Regne de Romania, el Partit Liberal Nacional, i amb el seu líder Ion IC Brătianu, quan el Partit dels Camperols va bloquejar el Parlament de Romania amb crides a una reforma agrària generalitzada.
Després que el rei Ferran I dissolgués el Parlament, Iuliu Maniu es trobà en desacord amb la direcció nacional, especialment després que el nou primer ministre Alexandru Averescu, amb el suport dels nacionals liberals, dissolgués el Consell de Transsilvània l'abril de 1920. En conseqüència, Maniu es va negar a assistir a la cerimònia de coronació del rei Ferran com a rei de la Gran Romania (celebrada a Alba Iulia, el 1922), veient-ho com un intent de vincular la Transsilvània multi-religiosa amb l'ortodòxia. Al mateix temps, el PNR va rebutjar la centralització imposada per la Constitució de 1923, afavorida per Brătianu, i va exigir que qualsevol reforma constitucional fos aprovada per una assemblea constituent i no per un vot regular al Parlament. Citant els temors que el PNL hagués assegurat un control de la política romanesa, el PNR i el Partit Camperol es van unir el 1926 i Maniu va ser el president de la nova força política, el Partit Camperol Nacional (PNȚ), durant els set anys següents, i de nou, entre 1937 i 1947.

## PNȚ a la Romania d'entreguerres
Tot i el seu èxit en les eleccions, el PNȚ va ser bloquejat del govern per la prerrogativa reial del rei Ferran, que havia preferit nomenar Brătianu, Averescu i el príncep Barbu Știrbey. Maniu va protestar públicament i va intentar organitzar una marxa de camperols a Bucarest com a mostra pública de suport basada en l'assemblea d'Alba Iulia. A mesura que s'apropava la mort del rei Ferran, va iniciar negociacions amb el príncep desheretat Carles (fill del rei Ferran), proposant que aquest saltés la Constitució i es coronés a Alba Iulia (com a nova fundació del regne romanès). Les converses amb Carles es van acabar bruscament després que les autoritats romaneses van demanar al Regne Unit que expulsés el príncep del seu territori.
El PNȚ va arribar al poder per primera vegada el novembre de 1928, després de la mort tant del rei Ferran com de Brătianu; a les eleccions d'aquest any, es va aliar amb el partit socialdemòcrata romanès i el partit alemany. El 1930, Maniu va maniobrar contra la Constitució i, juntament amb Gheorghe Mironescu, va provocar el retorn de Carles i la deposició del seu fill Miquel. No obstant això, Carles no va respectar els termes del seu acord amb Maniu, negant-se a reprendre el seu matrimoni amb Helena de Grècia. Després d'alternar governs de Maniu i Vaida-Voevod que havien portat el partit en conflicte amb el cercle interior del rei i amb la seva amant, Magda Lupescu, durant el seu mandat el seu govern es va enfrontar a una vaga de miners de carbó a la vall dels problemes econòmics causats per la Gran depressió. Maniu va dimitir per tercera i última vegada el 13 de gener de 1933, a causa del seu conflicte permanent amb Carles II de Romania.

## Sota successives dictadures
El país es va dirigir cap a un règim autoritari format al voltant de Carles i impulsat pel ràpid creixement de la Guàrdia de Ferro feixista. El 1937, Maniu va acordar signar un pacte electoral amb Corneliu Zelea Codreanu de la Guàrdia de Ferro, amb l'esperança que això bloquejés les maniobres del monarca. En canvi, el rei va buscar un acord amb altres membres de la classe política, inclosos el liberal nacional Ion Duca i l'expolític del PNȚ, Armand Călinescu, mentre es va aferrar a la Guàrdia de Ferro, cosa que va provocar una onada d'accions similars en represàlia.
Amb la pèrdua del Nord de Transsilvània, Bessaràbia, Bucovina del Nord i Dobrudja Meridional el 1940, Carles va cedir el poder i es va exiliar, cosa que va provocar la creació de l'Estat legionari nacional al voltant de la Guàrdia de Ferro i el general Ion Antonescu, un règim que va alinear Romania amb el Tercer Reich i les Potències de l'Eix. El PNȚ va sobreviure en semi-clandestinitat i, després que Antonescu purgés la guàrdia, va assolir un estatus no oficial quan Maniu va començar a mantenir converses amb el general per diverses qüestions (en particular, va demanar la fi de la persecució dels jueus i els transports dels jueus a Transnístria). Es va mantenir com a opositor d'Antonescu, una visió que va equilibrar amb la seva adversitat cap a la Unió Soviètica, i es va unir als complots del Cop d’Estat del rei Miquel realitzat pels Aliats de la Segona Guerra Mundial el 23 d'agost de 1944, mentre expressava el seu ressentiment per la participació del Partit Comunista Romanès (PCR).

## Anticomunisme

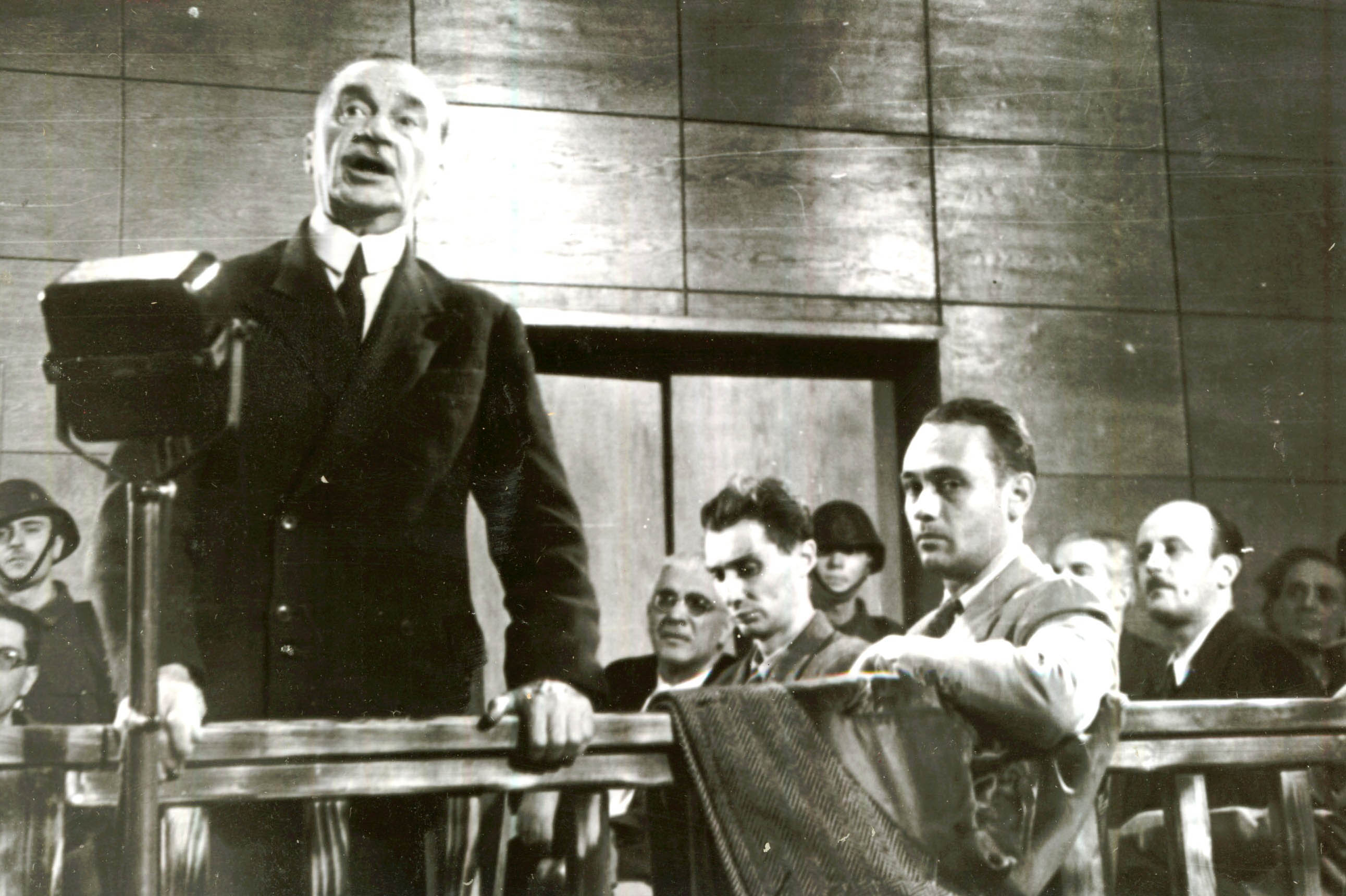
Últim recurs de Maniu en el seu judici, l'11 de novembre de 1947

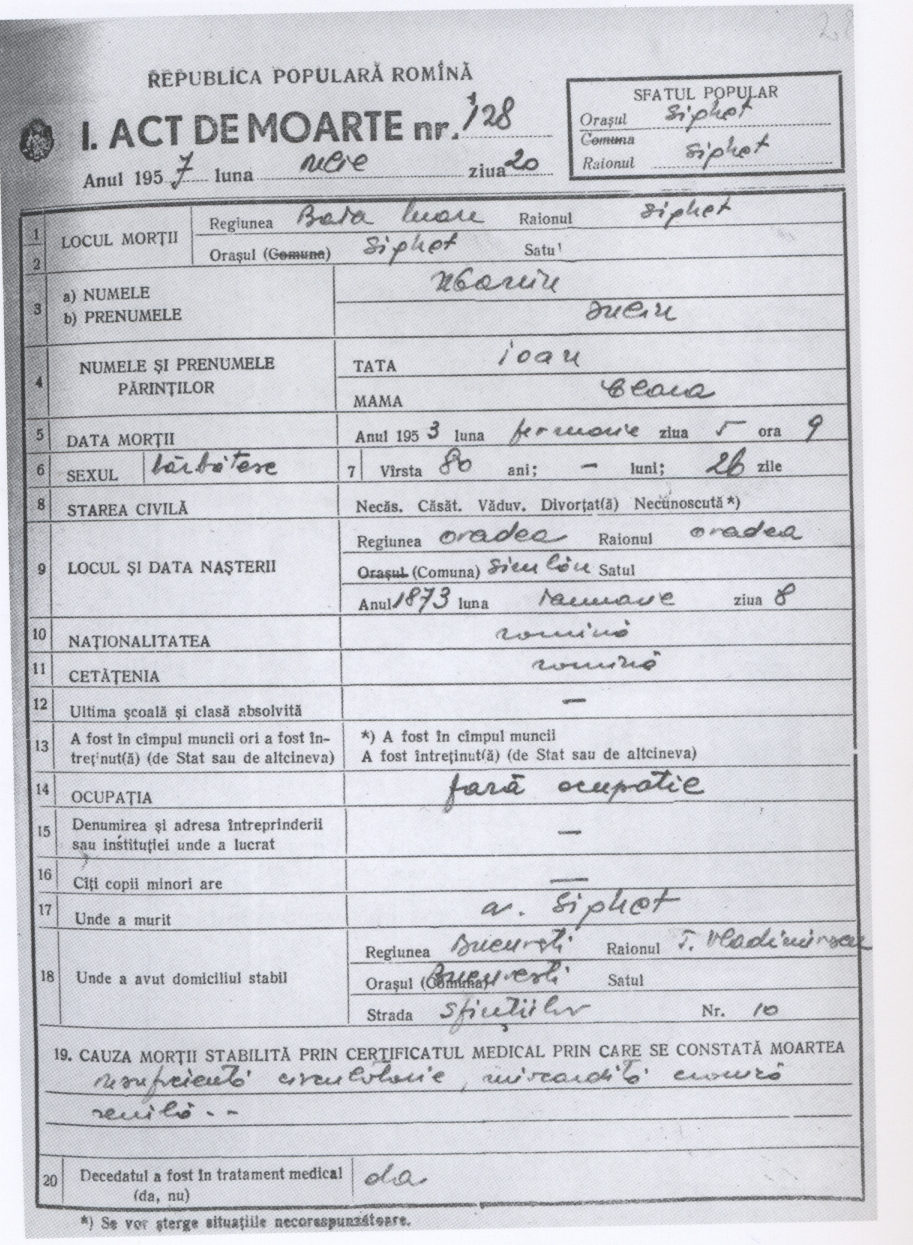
Certificat de defunció de Maniu, 1957

Posteriorment, Maniu va ser un partidari destacat del Bloc Occidental i un dels principals adversaris de la creixent influència soviètica a Romania. El seu partit es va convertir en l'objectiu predilecte de l'hostilitat de la PCR. Els partidaris i comunistes del PNȚ van participar en diverses baralles al carrer el febrer de 1945.
El PNȚ va acabar un segon distant a les Eleccions legislatives romaneses de 1946 amb 33 escons, molt per darrere del Bloc de Partits Democràtics (BPD), dominat pels comunistes. Després de la caiguda del comunisme el 1989, alguns autors van arribar a afirmar que el PNȚ havia guanyat les eleccions però se li va negar la victòria a causa del frau electoral generalitzat per part del govern procomunista Petru Groza. Més tard, l'historiador Petre Țurlea va revisar un informe confidencial del Partit Comunista sobre les eleccions que va revelar que el BPD havia arribat a la majoria de la majoria. Țurlea va concloure que si les eleccions s'haguessin dut a terme de manera honesta, el PNȚ i la resta de partits de l'oposició haurien pogut guanyar prou vots entre ells per formar un govern de coalició, tot i que amb molt menys del 80% de suport que els partidaris de l'oposició van reclamar durant molt de temps.
Després de 1946, el PNȚ va quedar fora de joc, amb el PCR que va assegurar la col·laboració de diversos exmembres del partit, com Nicolae Lupu i Anton Alexandrescu.
En un telegrama al Departament d'Estat dels Estats Units, el representant dels Estats Units a Romania, Burton Y. Berry, va escriure:
"El Departament sap que Maniu ha destacat amb valentia com a defensor de l'acció i el sentiment pro-aliat a Romania fins i tot durant els dies foscos de la dictadura d'Antonescu. Té un enorme seguiment polític al país i crec que el respecte pel qual tots els romanesos li mantenen els eclipsis que tenia per a qualsevol altre romanès. A causa del que ha estat i del que és, sembla important que es preservi de la fugida per compartir la convicció general que la dissolució de l'estat romanès està en curs ".
El partit va ser proscrit el juliol de 1947. Aquell mes, Ion Mihalache va intentar fugir del país en un avió, que va aterrar a Tămădău, suposadament per establir un Govern en l'exili. Això es va jutjar com un acte de traïció, i tant Maniu com Mihalache van enfrontar-se a un tribunal que els va condemnar el novembre de 1947 a la Presó perpètua per treballs forçats; atesa la seva edat avançada, això va suposar una sentència de mort. El judici demostrat, que va suposar la supressió dels grups de l'oposició i un pas significatiu cap a l'establiment d'un règim comunista indissimulat a Romania.

## Mort
Iuliu Maniu va morir el 1953 a la Presó de Sighet i el seu cos va ser llançat a la fossa comuna del pati. El certificat de defunció oficial enumerava la seva ocupació com a "aturat" i la causa de la mort com a insuficiència circulatòria i miocarditis crònica.
El 12 de novembre de 1998, el Tribunal Superior de Cassació i Justícia va ordenar la rehabilitació de Maniu i va suprimir el càstig addicional de confiscació de béns, pronunciat el 1947.

## Llegat

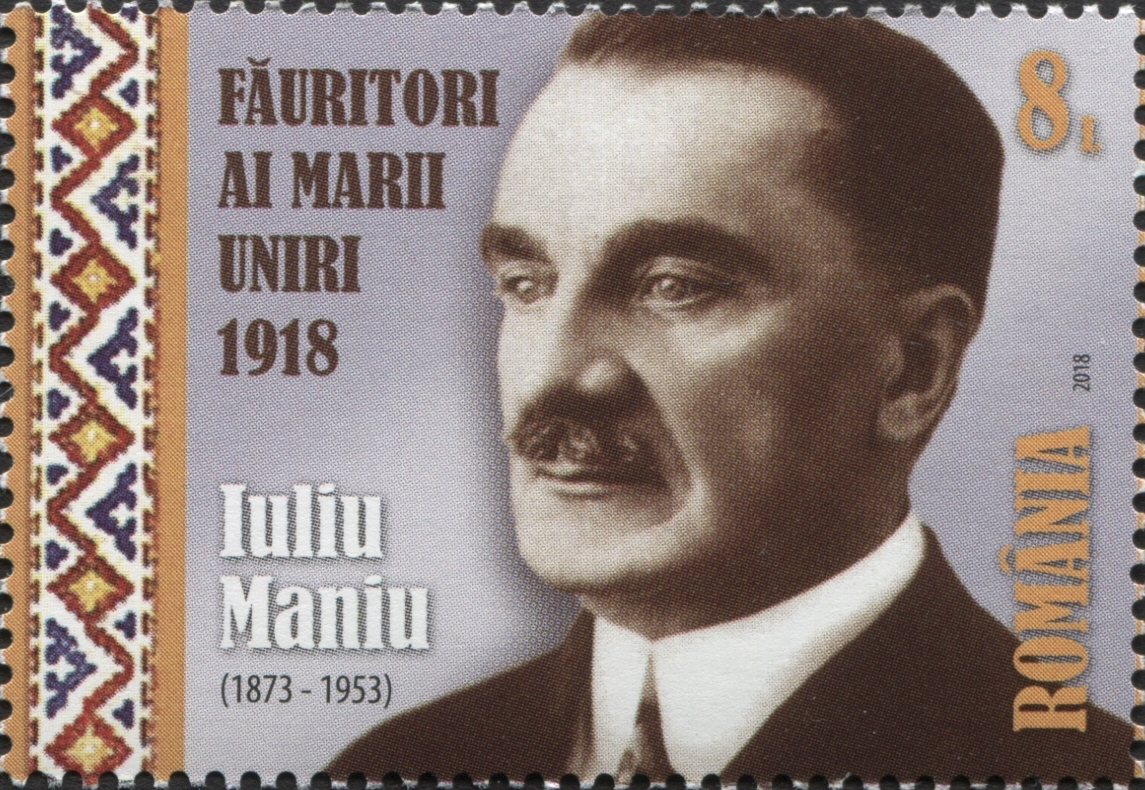
Maniu en un segell de Romania de 2018

Es va col·locar un bust de Maniu a la plaça de la Revolució de Bucarest, davant l'edifici de l'antic Comitè central del Partit Comunista Romanès (d'on Nicolae Ceaușescu i la seva dona van fugir en helicòpter el 22 de desembre de 1989). Esculpit en bronze per Mircea Corneliu Spătaru, el monument es va inaugurar l'1 de desembre de 1998, en el 80è aniversari del Gran Dia de la Unió. També hi ha busts de Maniu a Alba Iulia, Bădăcin, Baia Mare, Satu Mare, Șimleu Silvaniei i Zalău.
Una de les vies principals de Bucarest és el bulevard Iuliu Maniu, que va des de l'autopista A1 fins al Lion's Plaza per una longitud de 6.8 km (4.2 mi). També hi ha carrers i bulevards que porten el seu nom a Arad, Brașov, Bucarest, Cluj-Napoca, Deva, Oradea, Satu Mare, Timișoara i Tulcea, a més d'escoles secundàries que porten el seu nom a Bucarest, Carei, Oradea i Șimleu. Silvaniei.
Maniu apareix a dos segells postals emesos per Poșta Română, un de 1973 i un de 2018, ambdós commemoratius del Dia de la Gran Unió.